# Аймо, Бартоломео
Бартоломео Аймо (итал. Bartolomeo Aimo; 24 сентября 1889, Кариньяно, Пьемонт — 11 декабря 1970 или 1 декабря 1970, Турин) — итальянский шоссейный велогонщик, выступавший на профессиональном уровне в период 1919—1930 годов. Победитель и призёр многих крупных гонок своего времени, двукратный призёр «Тур де Франс», четырёхкратный призёр «Джиро д’Италия».

## Биография
Бартоломео Аймо родился 24 сентября 1889 года в коммуне Кариньяно провинции Турин, Италия.
Дебютировал в шоссейном велоспорте на профессиональном уровне в сезоне 1919 года, в составе команды Verdi отметился победой в гонке «Неаполь — Потенца», впервые выступил на супервеломногодневке «Джиро д’Италия», но сошёл с дистанции на одном из этапов.
В 1921 году, перейдя в команду Legnano-Pirelli, занял третье место в генеральной классификации «Джиро д’Италия», финишировал третьим в однодневной гонке «Милан — Турин», был третьим на «Джиро дель Эмилия».
В 1922 году стал вторым на «Джиро д’Италия», выиграв при этом пятый и девятый этапы. Кроме того, взял серебро на «Гран Пьемонте» и «Джиро делла Провинция ди Милан», бронзу на «Джиро ди Ломбардия», «Милан — Сан-Ремо», «Джиро дель Венето».
Сезон 1923 года провёл в команде Atala. В это время одержал победу на «Гран Пьемонте», был третьим на «Джиро д’Италия» (выиграл один из этапов) и «Джиро ди Романья», шестым на «Милан — Сан-Ремо».
В 1924 году в составе команды Legnano-Pirelli впервые принял участие в «Тур де Франс», где занял в генеральной классификации итоговое четвёртое место. Помимо этого, был лучшим на «Джиро делла Провинция ди Милан», третьим на «Гран Пьемонте», закрыл десятку сильнейших на «Милан — Сан-Ремо». На «Джиро д’Италия» вновь выиграл один из этапов, но на этот раз до конца не доехал.
Начиная с 1925 года представлял команды Alcyon-Dunlop и Aiglon-Dunlop. На «Тур де Франс» выиграл тринадцатый этап, тогда как в генеральной классификации стал третьим. Также в этом сезоне оказался на подиуме «Гран Пьемонте» и «Джиро делла Провинция ди Милан», заняв здесь второе и третье места соответственно.
В 1926 году в третий раз подряд участвовал в «Тур де Франс», одержал победу на четырнадцатом этапе, в то время как в общем зачёте снова расположился на третьей позиции.
Последний раз показывал сколько-нибудь значимые результаты на профессиональном уровне в сезоне 1928 года, когда в седьмой раз принял участие в «Джиро д’Италия» и в четвёртый раз поднялся здесь на пьедестал почёта, став третьим в генерале. Помимо этого, попал в десятку сильнейших «Милан — Сан-Ремо».
По окончании сезона 1930 года завершил карьеру профессионального шоссейного велогонщика.
Умер 1 декабря 1970 года в Турине в возрасте 81 года.